# Monogenie
Für Monogenie als Fachwort der Genetik gibt es zwei Bedeutungsmöglichkeiten.
Der erste Begriff bezeichnet die Wirkung eines Gens in einem Lebewesen.
Der zweite Begriff betrifft die Festlegung des Geschlechts bei der Fortpflanzung: Eine Mutter bekommt nur Töchter; eine andere Mutter bekommt nur Söhne.

## Erstens: Die Auswirkung eines einzigen Gens
Derart monogene Erbgänge untersuchte bahnbrechend Gregor Mendel bei der Gartenerbse. So verstandene Monogenie ist der einfachste Fall der Genwechselwirkung. Am Genort befinden sich bei diploiden Arten zwei Allele. Sie bildet die Grundlage der Mendel-Regeln.

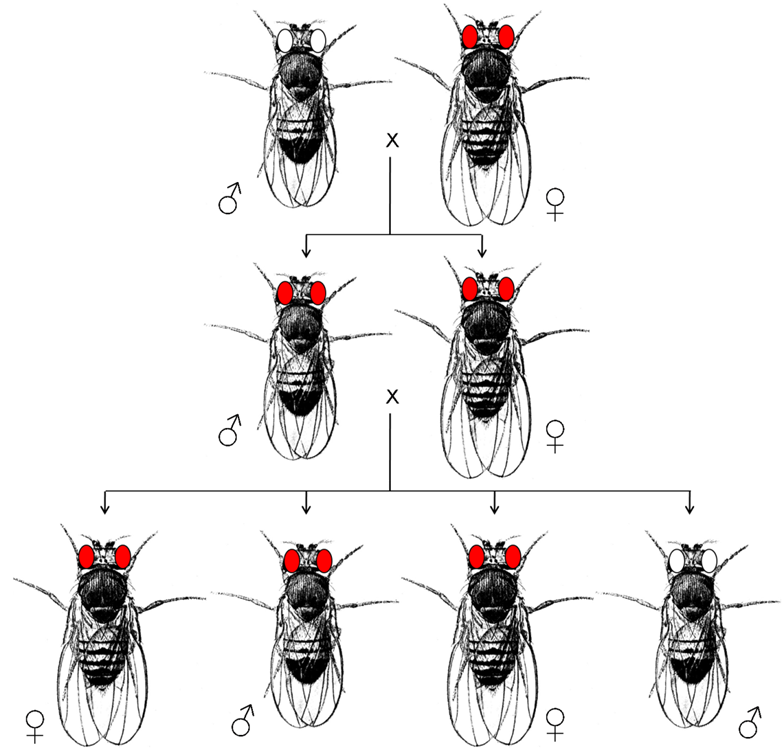
Drosophila melanogaster: Erbgang der geschlechtsgekoppelten Mutation white

Im Januar 1910 bemerkte Thomas Hunt Morgan unter seinen vielen rotäugigen Taufliegen ein Männchen mit weißen Augen. Er nannte das Gen white und bewies, dass die Mutation im X-Chromosom geschehen war. Weil ein Männchen von Drosophila melanogaster für die geschlechtsgebundenen Chromosomen heterozygot (X, Y) ist, kommt bei ihm das rezessive Allel als körperliches Merkmal zum Ausdruck. Das Allel white folgt den Mendel-Regeln: In der F1 erscheinen alle Individuen gleich; sie haben rote Augen. Die Augenfarben der F2-Individuen spalten dann im Verhältnis 3:1, weil das Wildtyp-Gen für rot dominant und das mutierte für weiß rezessiv ist.

### Beispiele für Monogenie beim Menschen
| Körperstelle     | Merkmal                           | Gen-Ort            | Referenz |
| ---------------- | --------------------------------- | ------------------ | -------- |
| Augenbraue links | Brauenwirbel                      | autosomal dominant | 1912.    |
| Finger           | 6 Finger dominant über 5          | 7p14,1             | OMIM     |
| Kopfhaare        | lockig dominant über glatt        | 12q13.13           | OMIM     |
| Zunge            | längs rollend dominant über flach | ?                  | 1940.    |

Diese Beispiele sind an äußeren Körpermerkmalen (als Phänotyp) leicht festzustellen. Schwieriger ist die Monogenie beim AB0-System der Blutgruppen zu beweisen. Jedes der Allele A und B (des ABO-Systems) dominiert über das rezessive O-Allel. Die Allele liegen im langen Arm des Chromosoms 9, nämlich 9q34.2.
Die Genetik der menschlichen Augenfarben gehört allerdings nicht hierher, da sie keinem monogenen, sondern einem polygenen Erbgang folgt. Molekulargenetiker formulierten später die Ein-Gen-ein-Enzym-Hypothese.

### Monogene Krankheiten
Beispiele für monogen bedingte Erkrankungen des Menschen sind das Martin-Bell-Syndrom und die Neurofibromatose Typ 1. Phänotypische Hinweise für das Martin-Bell-Syndrom (auch: Fragiles-X-Syndrom, kurz FXS) sind: langes Gesicht, große Ohren, vorstehender Kiefer sowie geistige Behinderung. Das Gen liegt auf dem langen Arm des X-Chromosoms, nämlich Xq27.3. Da Männer je Zellkern ein X-Chromosom besitzen, können auch sie unter diesem Syndrom leiden.
Neurofibromatose Typ 1 (kurz: NF1) ist eine autosomal dominante Störung. Ihr Gen liegt im langen Arm des Chromosoms 17, nämlich 17q11.2. Sie ist durch Café-au-lait-Flecken, Lisch-Knötchen im Auge und fibromatöse Hauttumore gekennzeichnet.
Die Bluterkrankheit ist ein rezessives Erbleiden, dessen Gene im X-Chromosom liegen. Deswegen tritt Hämophilie gewöhnlich bei Männern auf – vergleichbar mit der Wirkung des white-Allels bei D. melanogaster. Bei der Hämophilie A ist das Gen für den Faktor VIII der Blutgerinnung mutiert. Dieses Gen liegt im X-Chromosom, am äußersten Ende seines langen Arms, nämlich Xq28. Das Krankheitsbild schwankt von mild bis schwer, abhängig von der Konzentration des Koagulationsfaktors im Blut. Milde Form: etwa 30 % vom Normalgehalt des Faktors VIII; schwere Form: etwa 1 % von normal. Die Hämophilie B wird von der Mutation des Gens für den Gerinnungsfaktor IX verursacht, von dem dann zu wenig hergestellt wird. Das B-Gen liegt nahe am A-Gen, nämlich Xq27.1. Hämophilie A ist klinisch (phänotypisch) nicht von Hämophilie B zu unterscheiden.
MODY-Typen überwiegen beim monogenen Diabetes. Es sind autosomal dominante Diabetes-Formen, die im Lebensalter um die 20 Jahre auftreten. Genmutationen in verschiedenen Chromosomen verursachen MODY-Typen, die oft Transkriptionsfaktoren und damit den Stoffwechsel betreffen. Sie sind klinisch sehr verschieden.
- Monogenie ist nicht zu verwechseln mit dem monohybriden Erbgang gegenüber dem dihybriden Erbgang.[13] Bei denen geht es um die Betrachtung eines einzelnen Merkmals gegenüber möglichen Kombinationen zweier Merkmale.

## Zweitens: Weibchen-Mütter oder Männchen-Mütter
Das Fachwort Monogenie hat eine zweite Bedeutung, wenn es die Erzeugung rein weiblicher und rein männlicher Nachkommen bei zweigeschlechtlicher Reproduktion definiert.
Die Mütter einer betroffenen Art bringen nur Töchter hervor. Sie sind thelygen / thelytok. Der andere Muttertyp bekommt dagegen nur Söhne; diese Mütter sind arrhenogen / arrhenotok. Die jeweilige Art ist zweigeschlechtlich: Sie hat neben den beiden Weibchen-Typen natürlich auch Männchen.
Als Standard der Fortpflanzung sind Töchter-Mütter sowie Söhne-Mütter nur bei einzelnen Arten im Tierstamm der Gliederfüßer bekannt: Unter den Krebstieren sind es einige Rankenfußkrebse, Asseln und Flohkrebse. Unter den Insekten zeigen derartige Fortpflanzung manche Springschwänze und Zweiflügler (Diptera).

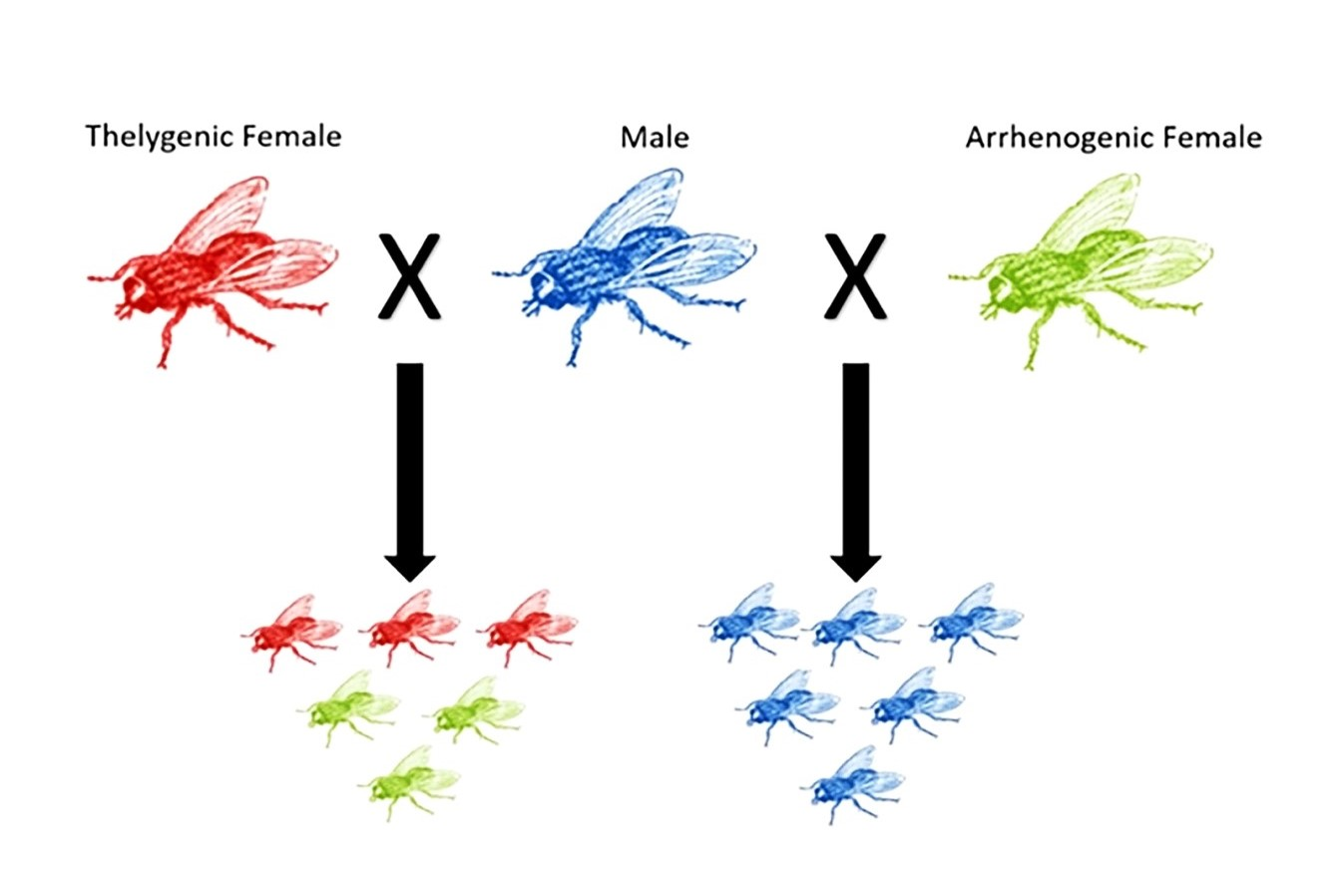
Monogenie: Der mütterliche Genotyp entscheidet das Geschlecht der Nachkommen. Thelygene Weibchen (rot) produzieren nur Töchter. Männchen in Blau. Arrhenogene Weibchen (grün) produzieren nur Söhne (blau).

### Besondere Geschlechtsbestimmung
Der genetische Mechanismus der Geschlechtsdetermination wurde bisher nur bei wenigen Arten erforscht. Unter den Dipteren sind zu nennen die Gallmücke Aphidoletes aphidimyza, die australische Schmeißfliege Chrysomya rufifacies sowie die Trauermücke Sciara coprophila. (Hinweis: Häufiger als Monogenie ist Amphogenie; alle Weibchen bekommen Nachkommen beider Geschlechter.)
Was die (primäre) Geschlechtsbestimmung zu Weibchen an sich und zu Männchen anbelangt, muss im weiblichen Zygotenkern eine homozygote, quasi XX-Situation, dagegen im männlichen Zygotenkern eine heterozygote, quasi XY-Situation herrschen. So wie dies bei Dipteren üblich ist.
Die grundlegende Geschlechtsbestimmung wurde an Imagines von A. aphidimyza geprüft: Es schlüpfen gleich viele Weibchen wie Männchen. Der Umstand, dass die Weibchen länger leben, ändert allerdings später das Geschlechterverhältnis in dieser Art.
Nach der grundlegenden Geschlechtsbestimmung ist die Thelygenie bzw. die Arrhenogenie des einzelnen Weibchens anzuschalten. Diese Eigenschaften bestimmt ein (weiterer) Homo-Heterogametie-Mechanismus in der Keimbahn der Weibchen, der das Geschlecht ihrer Nachkommen verantwortet. Die thelygenen Weibchen sind heterozygot für ein dominantes Gen (F*), also F*|f. Als weibchenproduzierende Mütter werden sie ihrerseits nur Töchter bekommen. Hingegen sind die arrhenogenen Weibchen homozygot für zwei rezessive Allele f|f. Als männchenproduzierende Mütter werden sie nur Söhne bekommen. Auch die Männchen sind f|f, also homozygot für das rezessive Allel.
Den Beweis für die Monogenie liefert die Laborzucht: Man hält ein einziges Männchen mit mehreren unbegatteten Weibchen. Sind die Nachkommen gemischtgeschlechtlich, ist nicht zu bestreiten, dass Thelygenie bzw. Arrhenogenie in den einzelnen Weibchen festgelegt ist. Männchen haben keinen Einfluss auf das Geschlecht.

### Vorteil solcher Monogenie
Die Monogenie festigt die genetische Stabilität einer Population. Mit Nachkommen desselben Geschlechts ist garantiert, dass die Geschwister nicht miteinander kopulieren.
Vom Menschen gewollte Monogenie kann umweltschonend zur Schädlingsbekämpfung eingesetzt werden. Ein Beispiel wurde mit einem transgenen Stamm von Drosophila suzukii aufgezeigt. Dessen Männchen leben im Labor von einem Brei, der kein Tetrazyklin enthält. Die Weibchen dieses Stammes sterben an der Überexpression des Tetrazyklin-Transaktivators (tTA), der dann das pro-apoptotische Gen der defekten Kopfrückbildung aktiviert. 

### Molekulare Genetik zur Monogenie
Die drei Genome von thelygenen und arrehnogenen Weibchen sowie von Männchen der Schmeißfliege Chrysomya rufifacies wurden separat sequenziert. Die bimodalen Verteilungskurven der Weibchen-DNAs unterscheiden sich kaum von der unimodalen Kurve der Männchen-DNA. Dieser Befund deutet lediglich auf Unterschiede in der genomischen Architektur. Der Hauptschalter für die Geschlechtsbestimmung und die von ihm abhängige Genkaskade sind bei Chrysomya rufifacies noch nicht identifiziert.
Das muss nicht wundern, denn jener Hauptschalter im Genom der Taufliege funktioniert nicht als solcher in der Stubenfliege. Zum gleichen Ergebnis war zuvor Müller-Holtkamp in der Kieler Chrysomya-Gruppe gekommen: Das Genom von C. rurifacies enthält zwar die homologen DNA-Sequenzen zu Sex lethal (Sxl), verwendet sie aber nicht zur Bestimmung des Geschlechts.
Tatsächlich war die Sxl-Homologie auf einer Bande des polytänen Chromosoms 5 von C. rufifacies gezeigt worden. Außerdem, dass eine Bande nahebei homologe Sequenzen zum mütterlichen geschlechtsbestimmenden Gen daughterless (da) von D. melanogaster enthält. Die Autorin wertete ihren Befund als Hinweis, dass die da-Sequenzen dem Weibchen-Bestimmer F* gleichkommen.
Nicht nur aussichtsreiche DNA-Sequenzen, sondern auch unterschiedliche Genaktivität sollte der Ausbildung der Monogenie bei C. rufifacies zu Grunde liegen. Dazu wurden Ovarien und Oozyten isoliert, von denen ihre Vorherbestimmung bekannt war, ob aus ihnen entweder nur Weibchen oder nur Männchen hervorgehen. Von solchem Material wurden poly-A-RNAs gewonnen und zellfrei translatiert. In dem gewonnenen riesigen Proteinspektrum war lediglich während der Dotterbildung vorübergehend ein geschlechtsgebundener Unterschied festzustellen.